# 斯普林格羅夫 (明尼蘇達州)
斯普林格羅夫（英語：Spring Grove）是一個位於美國明尼蘇達州休斯頓縣的城市。

## 人口
根據2020年美國人口普查的數據，斯普林格羅夫的面積為2.57平方千米，當中陸地面積為2.57平方千米，而水域面積為0.00平方千米。當地共有人口1256人，而人口密度為每平方千米489人。